# Svartån, Västmanland
För andra betydelser, se Svartån.
Svartån är en å som har sina källor i norra Västmanland. Den rinner upp i sjön Värlingen nära Norberg, strömmar därpå åt sydsydost och mynnar i Västeråsfjärden av Mälaren vid Västerås, närmare bestämt i Vasaparken.

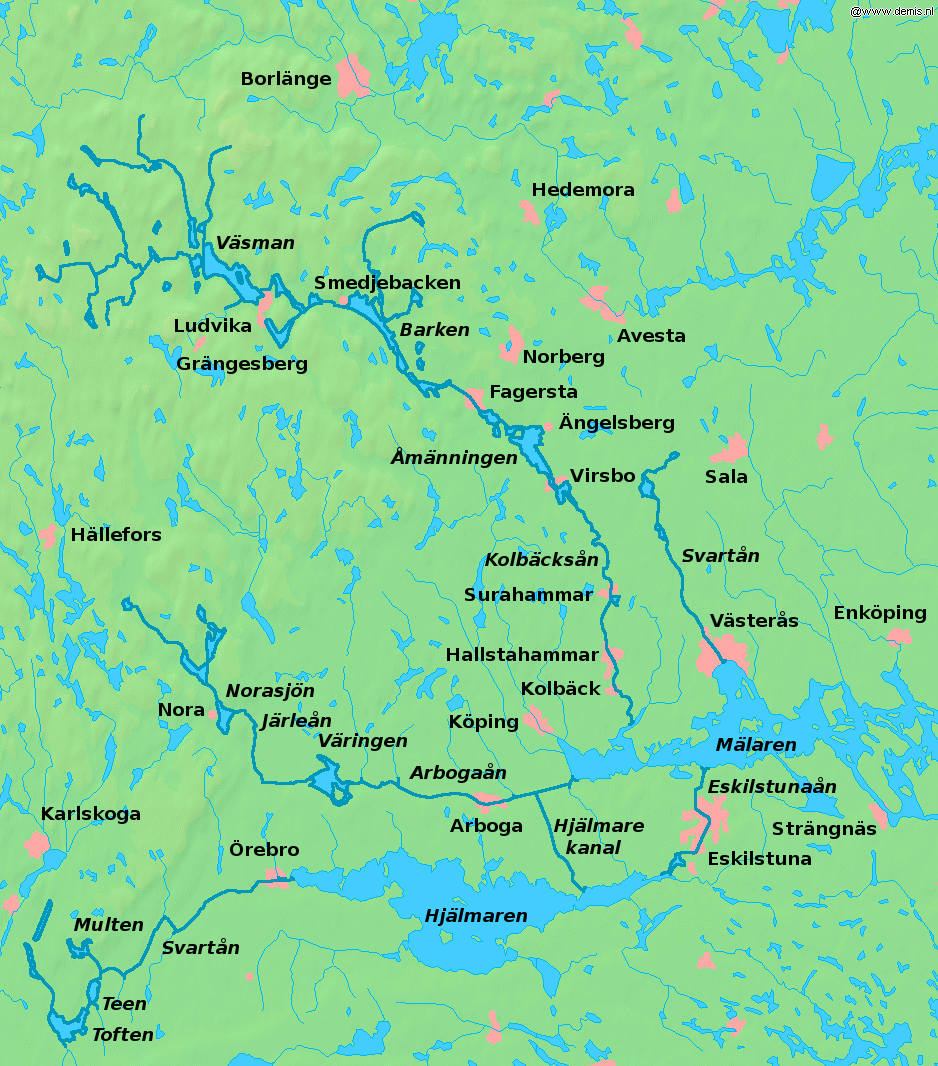
Karta med åar som mynnar i västra Mälaren. Svartån till höger.

Svartån är 91 km lång och har ett avrinningsområde om 730 km², där 40 000 människor bor. De största av de 44 sjöarna inom dess avrinningsområde är Hörendesjön (62 m ö.h.) och Fläcksjön (58 m ö.h.).
Ån har nära mynningen ett stundtals betydande djup. I centrala Västerås har flera boningshus lodräta väggar ned mot ån.
Svartån tillhör Norrströms huvudavrinningsområde.
Delar av ån är upptagna på Ramsar-listan.

## Djurliv
Svartån har ett rikt djurliv. Det har siktats bävrar i Västerås.
Det går bra att fiska i svartån då det planteras fisk. Gös och regnbågsforell är vanligt fiske.

## Fotogalleri

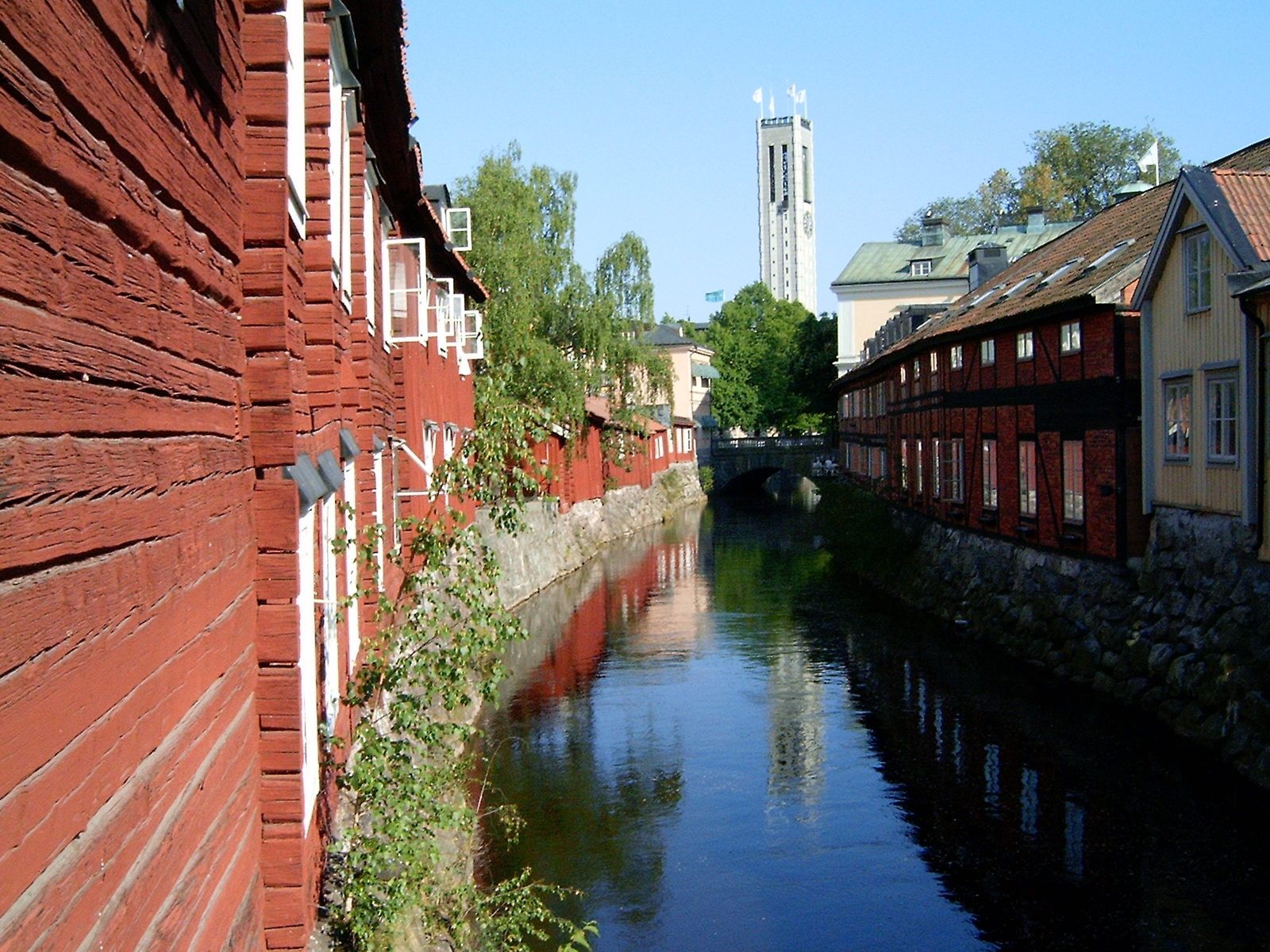
Svartån i Västerås, sedd från Apotekarbron i riktning söderut.
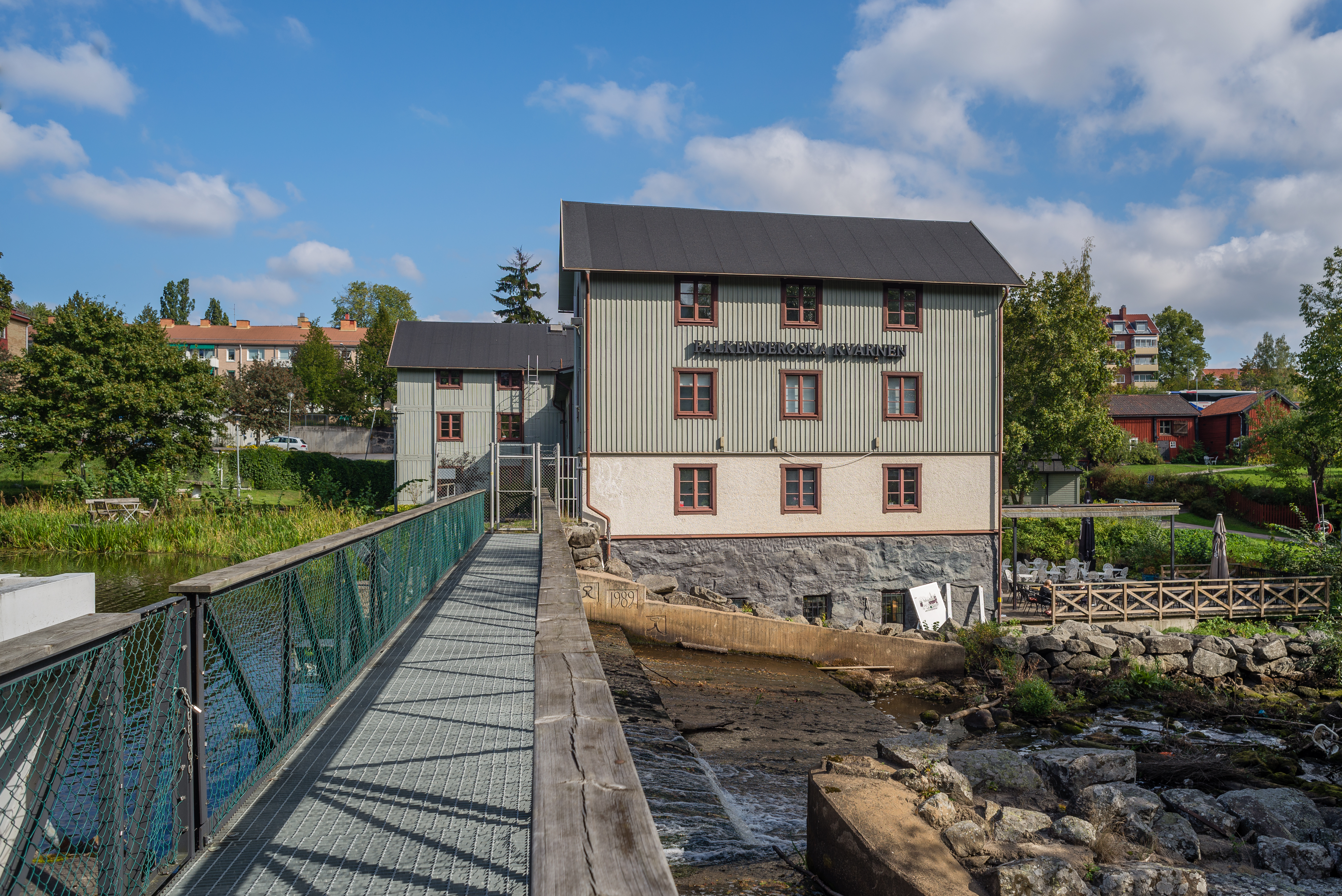
Falkenbergska kvarnen vid Svartån i centrala Västerås.
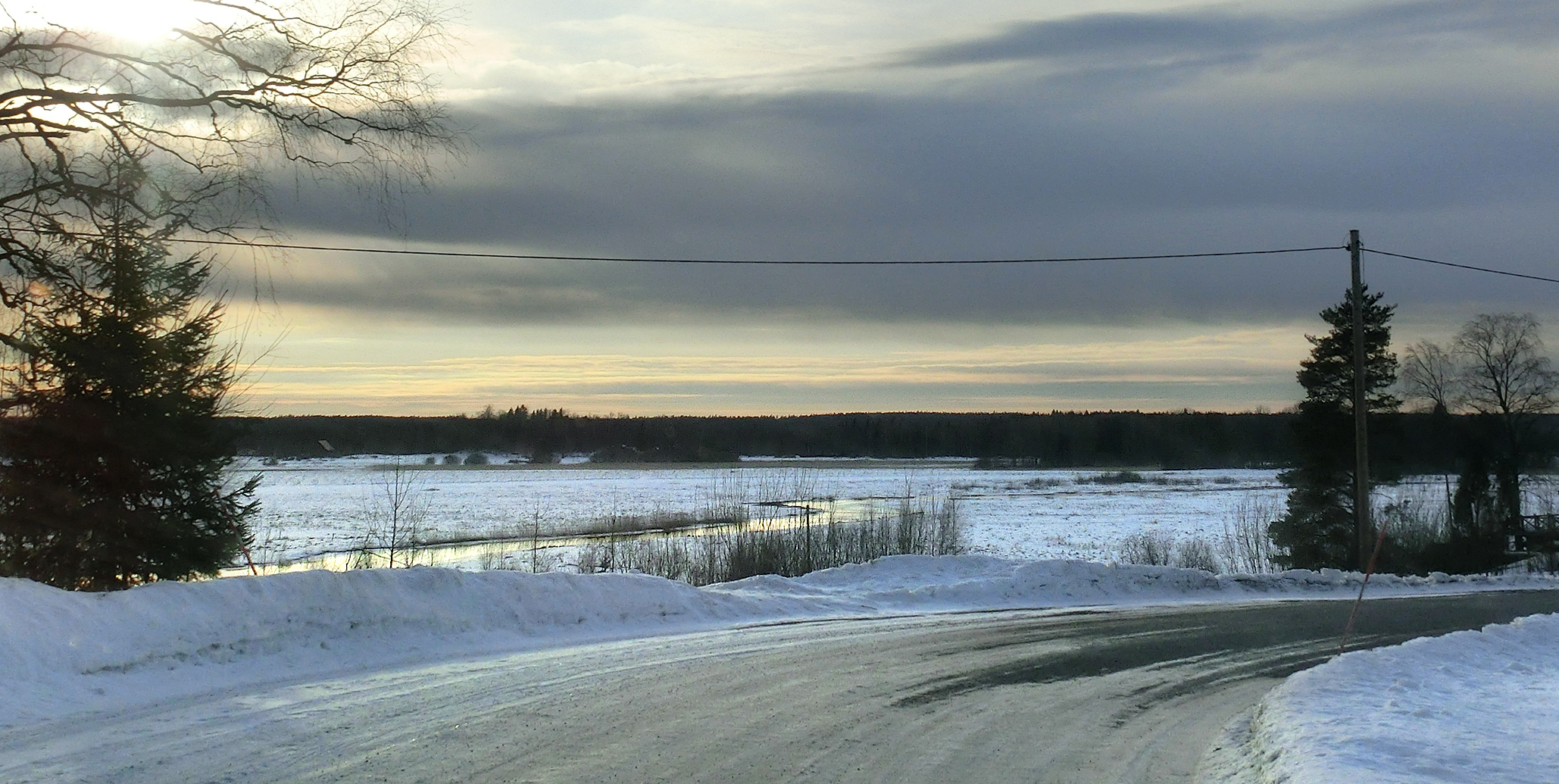
Svartån vid Fläcksjöns utlopp i Fläckebo socken.
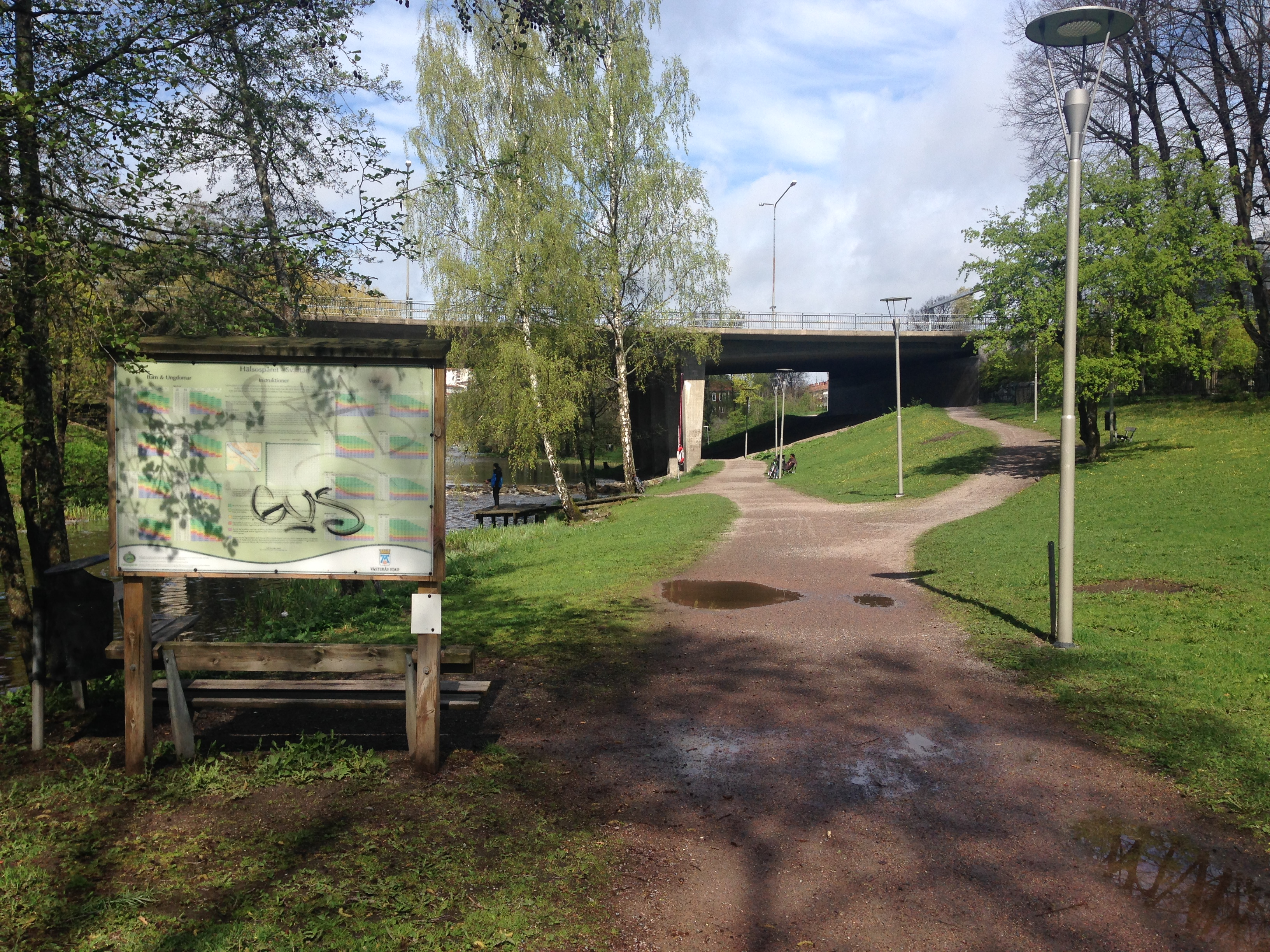
Hälsospåret som börjar vid Svartån.